# Comité Olímpico de Serbia
Comité Olímpico de Serbia (en cirílico serbio Олимпијски комитет Србије, en latino serbio Olimpijski komitet Srbije) es el Comité Olímpico Nacional que representa a Serbia.

## Presidentes[1]
- General Nikodije Stevanović	1910 – 1919.
- Dr. Franjo Bučar	        1919 – 1927.
- General Dušan Stefanović	1927 – 1931.
- Dr. Stefan Hadži	        1931 – 1941.
- Stanko Bloudek	        1948 – 1950.
- General Dušan Korać	        1950 – 1951.
- Gustav Vlahov	                1951 – 1952.
- Boris Bakrač	                1952 – 1960.
- Milijan Neoričić	        1960 – 1964.
- Zoran Polič	                1964 – 1973.
- Gojko Sekulovski	        1973 – 1977.
- Đorđe Peklić	                1977 – 1981.
- Slobodan Filipović	        1981 – 1982.
- Azem Vlasi	                1982 – 1983.
- Zdravko Mutin	                1983 – 1986.
- Ivan Mećanović	        1986 – 1989.
- Aleksandar Bakočević	        1989 – 1996.
- Dragan Kićanović	        1996 – 2005.
- Filip Cepter	                2005.
- Ivan Ćurković v.d.	        2005 – 2006.
- Ivan Ćurković	                2006 – 2009.
- Vlade Divac	                2009 –